# Tilapia deckerti
Tilapia deckerti är en fiskart som beskrevs av Thys van den Audenaerde, 1967. Tilapia deckerti ingår i släktet Tilapia och familjen Cichlidae. IUCN kategoriserar arten globalt som akut hotad. Inga underarter finns listade i Catalogue of Life.